# Léon Cornand
Léon Cornand, né le 14 juillet 1876 à Veynes (Hautes-Alpes) et mort le 29 mai 1929 à Paris, est un homme politique français.

## Biographie
Rédacteur dans plusieurs journaux socialistes de l'Isère, secrétaire de la fédération socialiste départementale, il est élu en 1906 député dans la deuxième circonscription, battant avec 54,1 % des voix au second tour le sortant Jean Pichat.
Parlementaire actif, il intervient principalement sur les questions sociales, notamment le repos hebdomadaire, ou l'impôt sur le revenu. Sa carrière politique est cependant interrompue en 1910 : arrivé en troisième position au premier tour, il se désiste.
Cet échec le conduit à revenir dans sa région d'origine. Elu maire de Veynes en 1912, puis conseiller général des Hautes-Alpes en 1914, il s'éloigne de la SFIO pour rejoindre les républicains-socialistes.
Cette même année, il tente de retrouver un siège de député, dans la circonscription de Gap, mais avec le même résultat que dans l'Isère quatre ans plus tôt.
Il est finalement élu lors des élections législatives de 1924, mais ne siège que peu de temps à la Chambre. Il se présente en effet à l'élection sénatoriale partielle provoquée par le décès de Victor Bonniard, et est élu le 17 août. Il s'inscrit alors au groupe de la Gauche démocratique, dominée par les radicaux.
Il meurt en cours de mandat, en 1929, à l'âge de cinquante-trois ans.

## Détail des fonctions et des mandats
Mandats locaux
- 1912- : Maire de Veynes
- 1913- : Conseiller général

Mandats parlementaires
- 20 mai 1906 - 31 mai 1910 : Député de l'Isère
- 11 mai 1924 - 2 avril 1925 : Député des Hautes-Alpes
- 17 août 1924 - 29 mai 1929 : Sénateur des Hautes-Alpes